# Boljunčica
Boljunčica je řeka a nejvýznamnější tok v severovýchodní části Istrie, je dlouhá asi 33 km a teče převážně ze severu na jih. Povodí řeky Boljunčica se rozkládá na ploše o 150 km².
Řeka pramení na jihu opčiny Lupoglav u vesnice Lesišćina v nadmořské výšce 350 m n. m. Po deseti kilometrech se do řeky vlévá potok Rušanski, který s sebou přináší vody celé řady bystřin ze svahů pohoří Učka. Ke spojení těchto toků dochází ve výšce 90 m n. m. a poté koryto řeky pokračuje do kaňonové úžiny, kde byla v roce 1970 vybudována betonová hráz Letaj. Přehrada na řece se nachází severně od údolí Čepićko polje a chrání 2000 hektarů orné půdy před záplavami.
Boljunčica vstupuje do rozsáhlého údolí Čepićko polje (dříve Čepićko jezero), které je 8 km dlouhé a 3 km široké a táhne se od severu k jihu. Na začátku tohoto úseku je řeka v nadmořské výšce 50 m a na konci ve výšce 22 m nad mořem. Čepićko polje bylo rekultivováno a Boljunčica plní zavlažovací kanály. Přebytečná voda je odváděna drenážním tunelem dlouhým 4250 m (vybudovaným v roce 1932 k odvodnění jezera Čepić) do moře Plominského zálivu.
Boljunčicu lze částečně považovat za propast, protože podle odborných posudků v nejjižnější části Čepićko polje bývala přirozená propast a nyní je to umělý tunel. Pouze v extrémních a velmi vzácných situacích se mohly vody Boljunčice spojit s vodami řeky Raša. Mezi těmito dvěma vodními toky je vzdálenost asi 3 km a vody Boljunčice by měly překročit bod 25 m n. m.